# Nationalliberala partiet (Rumänien)
Nationalliberala partiet (rumänska: Partidul Național Liberal, PNL) är ett liberalkonservativt parti i Rumänien, bildat ursprungligen 1875 men upplöst av landets kommunistregering 1947. Partiet bildades åter 1990 efter rumänska revolutionen. PNL är i dag medlem i Europeiska folkpartiet och dess Europaparlamentariker sitter i EPP-gruppen. Partiet ingår i Liberala internationalen och dess ungdomsförbund heter Tineretul National Liberal.
Det återbildade PNL har ingått i ett flertal koalitionsregeringar sedan 1989. 1996 var de med och vann parlamentsvalet som en del av valalliansen Rumänska demokratiska konventet, vilket resulterade i att de tilldelades ministerposter i Victor Ciorbeas första regering.
I parlamentsvalet 2004 gick de till val tillsammans med Liberaldemokratiska partiet (PD-L) under namnet Alliansen för rättvisa och sanning. Efter valet bildade alliansen en koalitionsregering med Ungerska demokratiska unionen i Rumänien (UDMR) och Humnasitpartiet under ledning av PNL:s Călin Popescu-Tăriceanu. Mellan 2007 och parlamentsvalet 2008 ledde Tăriceanu en minoritetsregering bestående av enbart PNL och UDMR, regeringen Tăriceanu II.
2012 bildade PNL en koalitionsregering tillsammans med Socialdemokratiska partiet, Konservativa partiet och Nationella unionen för Rumäniens utveckling. Regeringen upplöstes 2014 efter att samtliga PNL:s ministrar valt att avgå.
2014 slogs PNL ihop med PD-L, men namnet PNL behölls.
I december 2014 valdes partiets kandidat Klaus Iohannis till Rumäniens president.